# 永安公主 (唐朝)
永安公主（?—?），唐朝公主，是中国唐朝第十一代皇帝唐宪宗李纯女。
生母不详，仅知她为唐穆宗第九妹。长庆元年（821年）三月，唐穆宗封她为永安长公主，许嫁回鹘保义可汗。同月，保义可汗去世，四月，回鹘崇德可汗即位，再派使者来迎亲，要已许嫁的永安公主。穆宗另以太和公主嫁给崇德可汗。后来，永安公主出家为女道士。